# Ключі (Тюльганський район)
Ключі́ (рос. Ключи) — село у складі Тюльганського району Оренбурзької області, Росія.

## Населення
Населення — 435 осіб (2010; 519 у 2002).
Національний склад (станом на 2002 рік):
- росіяни — 78 %